# Walter O. Stahl
Walter O. Stahl (* 3. Juni 1884 als Walter Oscar Erich Simon in Bonn; † 6. August 1943 in Hollywood, Vereinigte Staaten) war ein deutscher Schauspieler, Theaterregisseur und -intendant.

## Leben und Wirken

### Theaterarbeit in Deutschland
Stahl hatte einige Semester Jura studiert, ehe er 1908 zur Bühne stieß. Über Bromberg und Gera kam er 1909 nach Meiningen, wo er bis 1913 am dortigen Hoftheater auftrat. Anschließend wechselte Stahl an das Thalia-Theater nach Hamburg. Dort ließ man ihn auch Regie führen. Seit 1925 wirkte Stahl als Theaterintendant in Frankfurt (Oder) und Görlitz. In letztgenannter Stadt wurde er 1933 vom Nationalsozialismus überrascht. Daraufhin als Jude entlassen, floh Stahl noch im selben Jahr nach Wien, wo er an der Komödie sowohl als Oberspielleiter als auch als Direktionsstellvertreter Anstellung fand. Nebenbei fand er zweimal Gelegenheit, im Film aufzutreten.

### Exil in den USA
Nach seinem letzten österreichischen Film wanderte Stahl aus und via San Francisco in die USA ein. Dort fand Stahl in seinen letzten sechs Lebensjahren Beschäftigung als Kleindarsteller in einer Reihe von Hollywood-Filmen. Anfänglich gab ihm vor allem Wilhelm Dieterle kleine Aufgaben in den von ihm inszenierten Arbeiten. In zahllosen Warner Bros.-Produktionen mit überwiegend antinazistischer Note besetzte man ihn mit zum Teil winzigen sog. foreigner roles. Anfang August 1943 nahm sich Stahl, der am 2. Juni 1937 seine Einbürgerung beantragt hatte, das Leben, wie der Kollege aus gemeinsamen Meininger Tagen, Rudolf Frank, in seinen Memoiren berichtete.
Stahl war mit der Theaterschauspielerin Edith Gertrud Krohn (1889–1965) verheiratet.

## Filmografie
- 1934: Bretter, die die Welt bedeuten
- 1935: Dschainah, das Mädchen aus dem Tanzhaus
- 1936: Heut’ ist der schönste Tag in meinem Leben
- 1937: Das Leben des Emile Zola (The Life of Emile Zola)
- 1938: I‘ll Take Romance
- 1938: Little Miss Roughneck
- 1939: Juarez
- 1939: Hitler – Beast of Berlin
- 1939: Der Glöckner von Notre Dame (The Hunchback of Notre Dame)
- 1940: Paul Ehrlich – Ein Leben für die Forschung (Dr. Ehrlich’s Magic Bullet)
- 1940: Ein Mann mit Phantasie (A Dispatch from Reuters)
- 1941: So Ends Our Night
- 1941: Die Frau, von der man spricht (Woman of the Year)
- 1941/45: I Was a Criminal
- 1942: Es waren einmal Flitterwochen (Once Upon a Honeymoon)
- 1942: Reunion in France
- 1943: Gefährliche Flitterwochen (Above Suspicion)
- 1943: Phantom der Oper
- 1943: Die Wacht am Rhein (Watch on the Rhine)